# Carl-Olov Cloffe
Carl-Olov Cloffe, född Carl Olof Johnsson den 17 november 1923 i Norrköpings Sankt Olai, död den 29 juni 2016 i Kumla kyrkby, var en svensk scenograf.

## Biografi
Carl-Olov Cloffe var son till Tor Helge Steen och Gertrud Katarina Johnsson, båda boende i Borås. Fadern var redan gift och hade två barn när Carl-Olov föddes i Norrköping. Modern flyttade med honom till Norrköping i slutet av samma år. Carl-Olov placerades i fosterhem hos vävaren Erik Artur Eriksson och hans fru Tekla Amalia, där han sedan växte upp. Han började kallas Cloffe redan som barn och i vuxen ålder tog han sig namnet officiellt.
Efter utbildning vid Konstakademien blev han scenografielev på Dramaten innan han 1950 anställdes som scenograf på Norrköping-Linköping stadsteater, där han blev kvar till 1953. 1954–1965 var han anställd vid TV-teatern.
Under åren 1945–1952 var han gift med Ingrid Elisabet Olsson och fick med henne två barn. Han var gift 1952–1961 med skådespelaren Rut Cronström, med vilken han fick två barn. 1962 gifte han om sig med Gerd Karlsson, med vilken han fick ytterligare två barn.
Som konstnär finns Cloffe representerad vid Norrköpings konstmuseum.

## Filmografi
- 1954 – När man köper julklappar
- 1955 – Hamlet
- 1958 – Påsk
- 1958 – Oh, mein Papa
- 1959 – Porträtt av jägare
- 1960 – Ung och grön
- 1960 – Simon och Laura
- 1960 – Spökhotellet
- 1960 – En av sju
- 1961 – Bröllopet på Seine
- 1961 – Eurydike
- 1961 – Ett resande teatersällskap
- 1961 – Frisöndag
- 1961 – En handelsresandes död
- 1961 – Lek ej med kärleken
- 1962 – Paria
- 1962 – Tranfjädrarna
- 1962 – Ritten till havet
- 1962 – Värmlänningarna
- 1963 – Ett drömspel
- 1963 – Jojk
- 1964 – Bandet
- 1965 – Blodsbröllop
- 1971 – Änkeman Jarl
- 1972 – Söndagspromenaden
- 1974 – Erik XIV
- 1978 – Julius Julskötare (TV-serie)
- 1980 – Trazan & Banarne (TV-serie)
- 1984 – Panik i butiken (TV-serie)

## Teater

### Scenografi (ej komplett)
| År   | Produktion                                        | Upphovsmän                                                           | Regi             | Teater                           | Noter                                   |
| ---- | ------------------------------------------------- | -------------------------------------------------------------------- | ---------------- | -------------------------------- | --------------------------------------- |
| 1946 | Över förmåga Over Ævne                            | Bjørnstjerne Bjørnson                                                | Soini Wallenius  | Nya Teatern                      |                                         |
| 1949 | Låt människan leva                                | Pär Lagerkvist                                                       | Olof Widgren     | Dramaten                         |                                         |
| 1950 | Brand                                             | Henrik Ibsen                                                         | Alf Sjöberg      | Dramaten                         | Scenografi tillsammans med Alf Sjöberg. |
| 1950 | Hans nåds testamente                              | Hjalmar Bergman                                                      | Johan Falck      | Norrköping-Linköping stadsteater |                                         |
| 1950 | Mannen The Man                                    | Mel Dinelli Översättning Eva Tisell                                  | Per Gerhard      | Norrköping-Linköping stadsteater |                                         |
| 1950 | Den långa kniven The big knife                    | Clifford Odets Översättning Eva Tisell                               | Karin Kavli      | Norrköping-Linköping stadsteater |                                         |
| 1950 | Hamlet                                            | William Shakespeare Översättning Karl August Hagberg                 | Johan Falck      | Norrköping-Linköping stadsteater |                                         |
| 1951 | Blodsbröllop Bodas de Sangre                      | Federico García Lorca Översättning Karin Alin och Hjalmar Gullberg   | Johan Falck      | Norrköping-Linköping stadsteater |                                         |
| 1951 | Å, en sån dag Call it a day                       | Dodie Smith Översättning Elsa af Trolle                              | Gerda Wrede      | Norrköping-Linköping stadsteater |                                         |
| 1951 | Rött månsken Ninotchka                            | Melchior Lengyel och Marc-Gilbert Sauvajon Översättning Stig Ahlgren | Johan Falck      | Norrköping-Linköping stadsteater |                                         |
| 1951 | Jag älskar min son Burning Bright                 | John Steinbeck Översättning Nils Holmberg                            | Karin Kavli      | Norrköping-Linköping stadsteater |                                         |
| 1951 | Tatuerade rosen The Rose Tattoo                   | Tennessee Williams Översättning Sven Barthel                         | Ingmar Bergman   | Norrköping-Linköping stadsteater |                                         |
| 1952 | Tiger-Harry                                       | Tore Zetterholm                                                      | Johan Falck      | Norrköping-Linköping stadsteater |                                         |
| 1952 | I dag och i morgon Time and the Conways           | J. B. Priestley Översättning Herbert Wärnlöf                         | Johan Falck      | Norrköping-Linköping stadsteater |                                         |
| 1952 | Swedenhielms                                      | Hjalmar Bergman                                                      | Johan Falck      | Norrköping-Linköping stadsteater |                                         |
| 1952 | Stolpsängen The Fourposter                        | Jan de Hartog Översättning Herbert Wärnlöf                           | Johan Falck      | Norrköping-Linköping stadsteater |                                         |
| 1952 | Laddat möte The Hollow                            | Agatha Christie Översättning Eva Tisell                              | Sture Ericson    | Norrköping-Linköping stadsteater |                                         |
| 1952 | Jane                                              | W. Somerset Maugham Översättning Birgitta Hammar                     | Keve Hjelm       | Norrköping-Linköping stadsteater |                                         |
| 1952 | Fångarnas natt A sleep of Prisoners               | Christopher Fry Översättning Erik Lindegren                          | Johan Falck      | Norrköping-Linköping stadsteater |                                         |
| 1952 | När skymningen föll The Day’s Mischief            | Lesley Storm Översättning Birgitta Hammar                            | Keve Hjelm       | Norrköping-Linköping stadsteater |                                         |
| 1953 | Madame                                            | Walentin Chorell                                                     | Sture Ericson    | Norrköping-Linköping stadsteater |                                         |
| 1953 | Haman                                             | Walentin Chorell                                                     | Johan Falck      | Norrköping-Linköping stadsteater |                                         |
| 1953 | Peer Gynt                                         | Henrik Ibsen Översättning Karl Ragnar Gierow                         | Johan Falck      | Norrköping-Linköping stadsteater |                                         |
| 1953 | Slå nollan till polisen Dial ”M” for Murder       | Frederick Knott Översättning Lennart Lagerwall                       | Keve Hjelm       | Norrköping-Linköping stadsteater |                                         |
| 1953 | Ljuva ungdomstid Ah, Wilderness…                  | Eugene O’Neill Översättning Elsa af Trolle                           | Rune Carlsten    | Norrköping-Linköping stadsteater |                                         |
| 1953 | Skattkammarön Treasure Island                     | Robert Louis Stevenson Dramatisering Arne Lydén                      | Sture Ericson    | Norrköping-Linköping stadsteater |                                         |
| 1953 | Macbeth                                           | William Shakespeare                                                  | Arne Forsberg    | Teatern i Gamla stan             | Scenografi och kostym                   |
| 1954 | Farligt uppdrag Seagulls over Sorrento            | Hugh Hastings                                                        | Keve Hjelm       | Riksteatern                      |                                         |
| 1954 | Charleys tant Charley's Aunt                      | Brandon Thomas                                                       | Per-Axel Branner | Folkan                           |                                         |
| 1954 | Lek ej med kärleken On ne badine pas avec l'amour | Alfred de Musset                                                     | Arne Forsberg    | Teatern i Gamla stan             |                                         |
| 1955 | Flyttkalas, revy                                  | Kar de Mumma                                                         | Leif Amble-Næss  | Folkan                           |                                         |
| 1958 | Turturduvans röst The Voice of the Turtle         | John Van Druten                                                      | Eva Sköld        | Riksteatern                      |                                         |
| 1958 | Jeppe på berget Jeppe paa Bierget                 | Ludvig Holberg Översättning Ebbe Linde                               | Josef Halfen     | Lilla Teatern                    |                                         |
| 1958 | Bäddat för tre Monsieur Masure                    | Claude Magnier Översättning Eva Tisell                               | Willy Peters     | Programbolaget                   |                                         |
| 1959 | Utsikt från en bro A view from the bridge         | Arthur Miller Översättning Birgitta Hammar                           | Frank Sundström  | Helsingborgs stadsteater         |                                         |
| 1967 | Å vilken härlig fred!                             | Hans Alfredson och Tage Danielsson                                   | Bertil Norström  | Norrköping-Linköping stadsteater |                                         |